# Magnatenhuis

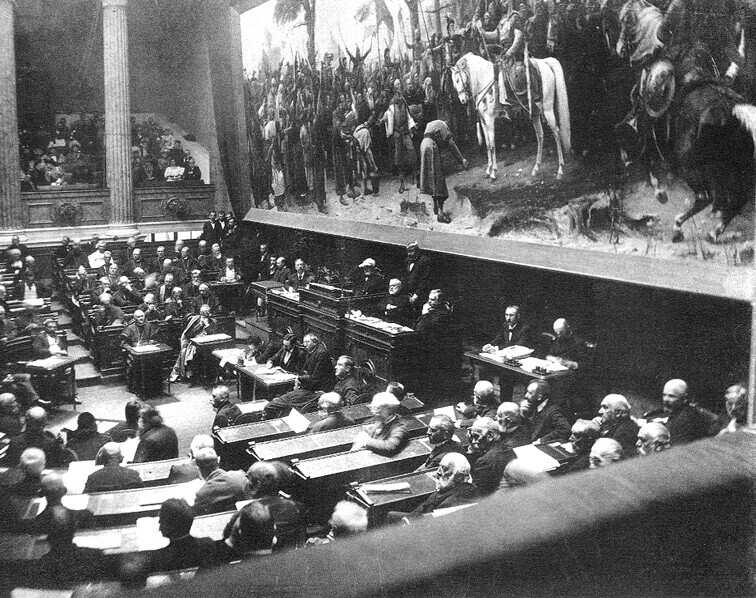
Vergadering van het Magnatenhuis in 1894

Het Magnatenhuis (Hongaars: Főrendiház) was het hogerhuis van de Hongaarse Rijksdag. Deze kamer was actief van 1867 tot 1918, alsook van 1927 tot 1945. Het Magnatenhuis bestond uit erfelijke leden van de hogere Hongaarse adel, geestelijken en afgevaardigden van de autonome regio's. Haar naam ontleent deze kamer aan de magnaten of rijksgroten, die het grootste deel van zijn leden uitmaakten.
Het aantal leden lag niet vast. Zo bestond het Magnatenhuis in 1904 uit:
- 16 aartshertogen als prinsen van het koningshuis,
- 237 leden van de erfelijke adel die per jaar minstens 3.000 gulden aan belastingen betaalden,
- 42 hoogwaardigheidsbekleders van de katholieke en de orthodoxe kerk,
- 13 vertegenwoordigers van de protestante geloven,
- 73 edelen voor het leven benoemd door de Kroon (max. 50) of door het Magnatenhuis zelf,
- 19 staatsambtenaren en hoge magistraten,
- 3 afgevaardigden van het Koninkrijk Kroatië en Slavonië.

De officiële taal van het Magnatenhuis was het Duits. Een wet werd pas aangenomen indien deze zowel in het Magnatenhuis als het Huis van Afgevaardigden door een meerderheid werd bekrachtigd én door de koning werd ondertekend. Niet zelden zorgde het Magnatenhuis er dus voor dat een wet, die al in het Huis van Afgevaardigden was aangenomen, door het conservatievere Magnatenhuis werd weggestemd. Koning Frans Jozef maakte zelfs meerdere malen gebruik van zijn voorrecht tot het benoemen van leden van het Magnatenhuis, om progressievere leden aan te duiden en op die manier het Huis van Afgevaardigden te helpen.
Tegenwoordig is het Hongaars parlement een eenkamerig parlement, dat zetelt in het Huis van Afgevaardigden, het voormalige lagerhuis. De vergaderzaal van het Magnatenhuis wordt tegenwoordig gebruikt als conferentieruimte en vergaderzaal, en ook voor toeristische doeleinden ingezet.